# Trigonoptera leptura
Trigonoptera leptura är en skalbaggsart som först beskrevs av Raffaello Gestro 1876.  Trigonoptera leptura ingår i släktet Trigonoptera och familjen långhorningar.
Artens utbredningsområde är Irian Jaya. Inga underarter finns listade i Catalogue of Life.